# آلفرد کاتبرت
آلفرد کاتبرت (به انگلیسی: Alfred Cuthbert) سناتور سابق عضو حزب دموکرات ایالات متحده آمریکا بود. وی در سال ۱۸۳۵ تا ۱۸۴۳ میلادی سناتور ایالت جورجیا در سنای ایالات متحده آمریکا بود.